# Cavedago
Cavedago és un municipi italià, dins de la província de Trento. L'any 2007 tenia 527 habitants. Limita amb els municipis d'Andalo, Fai della Paganella, Molveno i Spormaggiore.

## Administració
| Període | Identitat    | Partit        |
| ------- | ------------ | ------------- |
| 2005-   | Enrico Viola | Llista cívica |